# Erik Ortvad
Erik Ortvad (né le 18 juin 1917 à Copenhague et mort le 29 février 2008 à Kvärnjarp) était un peintre danois.

## Biographie
Il a débuté comme peintre en 1935, et fut membre du mouvement CoBrA.